# 埃及科技工程公司
埃及科技工程公司(阿拉伯语:‎)是一个埃及汽车制造商。该公司成立于1997年在开罗总部。 产品范围是有限的微型车和嘟嘟車类三轮车辆。
前两个型号现在有自2010年1月。 最新的汽车模型埃及科技大师(Maestro)和埃及科技微(Micro)。 发动机的制造商是阿拉伯工业化管理局。 
以下发动机可供选择：
- 150 cm³, 11.7馬力
- 175 cm³, 13.1馬力
- 200 cm³, 13.7馬力
- 250 cm³, 15.3馬力

最高速度是所有在60千米每小时的时速引擎。